# Thomas Le Myésier
Thomas Le Myésier (overleden te Atrecht op 11 september 1336), ook bekend onder zijn Latijnse naam Thomas Migerius, was een leerling van Raimundus Lullus, die de werken van zijn leermeester verzamelde in het zogenaamde Electorium (magnum). Verder overzag hij de publicatie van het Breviculum, een verluchte, kortere versie die eveneens het leven en werk van Lullus beschrijft.
Le Myésier studeerde geneeskunde en godgeleerdheid aan de Universiteit van Parijs, al maakte hij de laatste studie niet af. Van 1310 tot 1329 was hij lijfarts van gravin Mathilde van Artesië. Tijdens het eerste verblijf van Lullus in Parijs leerde Le Myésier hem kennen en werd hij zijn leerling. Toen zijn meester voor de tweede keer naar Parijs kwam, was Le Myésier kanunnik geworden in Atrecht, waar hij ook was gaan wonen. Van daar stuurde hij een vijftigtal brieven naar Lullus, de Quaestiones, waarin hij Lullus vragen stelde om bewijzen te krijgen voor de waarheid van diens gedachtegoed.

## Werken

### HetElectorium magnum
Het Electorium magnum, een codex van 590 folia uit het jaar 1325, bevindt zich momenteel in de Nationale Bibliotheek van Frankrijk te Parijs.

### HetBreviculumofElectorium parvum
Het Breviculum wordt bewaard in de Badische Landesbibliothek te Karlsruhe. Dit werk is recent tweemaal uitgegeven, eerst in een facsimile van het handschrift, en vervolgens, in 1990, in een kritische editie:
- Le Myésier, Th. (1988), Electorium parvum seu Breviculum: Handschrift St. Peter perg. 92 der Badischen Landesbibliothek Karlsruhe (G. Stamm, Ed.). Wiesbaden: Reichert.
- Migerius, Th. (1990). Breviculum seu electorium parvum Thomae Migerii (Ch. Lohr, Th. Pindl-Bücher & W. Bürgel, Eds.). Corpus Christianorum, Continuatio Mediaevalis: Vol. 77. Turnhout: Brepols.

- Biblioteca Nacional de España: XX5255060
- Bibliothèque nationale de France: cb12101423m (data)
- Catàleg d'autoritats de noms i títols de Catalunya: 981058509647706706
- Gemeinsame Normdatei: 119098342
- International Standard Name Identifier: 0000 0000 8098 4038
- Library of Congress Control Number: n92050043
- Nederlandse Thesaurus van Auteursnamen: 073984000
- Istituto Centrale per il Catalogo Unico: CFIV085317
- Système universitaire de documentation: 029373719
- Virtual International Authority File: 19707113
- WorldCat: E39PBJhtbmHvXbTDrdhVhfCfbd